# 埃娃·达尔贝克
埃娃·达尔贝克（瑞典語：Eva Dahlbeck，1920年3月8日—2008年2月8日），女，瑞典演员。曾获得1958年戛纳电影节最佳女演员奖。